# غريغوري ر. دالبيرغ
غريغوري ر. دالبيرغ هو سياسي أمريكي، ولد في 23 نوفمبر 1951 في بيكستون في الولايات المتحدة. انتخب وزير الجيش الأمريكي ‏.